# Hughesville (Maryland)
Hughesville és una concentració de població designada pel cens dels Estats Units a l'estat de Maryland. Segons el cens del 2000 tenia 1.537 habitants.

## Demografia
Segons el cens del 2000, Hughesville tenia 1.537 habitants, 503 habitatges, i 407 famílies. La densitat de població era de 53 habitants/km².
Dels 503 habitatges en un 36,4% hi vivien nens de menys de 18 anys, en un 68,2% hi vivien parelles casades, en un 7,4% dones solteres, i en un 18,9% no eren unitats familiars. En el 12,7% dels habitatges hi vivien persones soles el 4,6% de les quals corresponia a persones de 65 anys o més que vivien soles. El nombre mitjà de persones vivint en cada habitatge era de 2,97 i el nombre mitjà de persones que vivien en cada família era de 3,25.
Per edats la població es repartia de la següent manera: un 26,3% tenia menys de 18 anys, un 6,5% entre 18 i 24, un 30% entre 25 i 44, un 27,3% de 45 a 60 i un 10% 65 anys o més.
L'edat mediana era de 38 anys. Per cada 100 dones de 18 o més anys hi havia 97,4 homes.
La renda mediana per habitatge era de 90.697 $ i la renda mediana per família de 103.393 $. Els homes tenien una renda mediana de 49.500 $ mentre que les dones 36.563 $. La renda per capita de la població era de 29.884 $. Entorn del 4,8% de les famílies i el 7,1% de la població estaven per davall del llindar de pobresa.

## Poblacions més properes
El següent diagrama mostra les poblacions més properes.